# Copiopteryx montei
Copiopteryx montei is een vlinder uit de familie van de nachtpauwogen (Saturniidae). De wetenschappelijke naam van de soort is, als naam voor een ondersoort van Copiopteryx semiramis, voor het eerst geldig gepubliceerd in 1933 door Gagarin.